# 干涉论
干預權是聲稱美國各州有權反對該州認為違憲的聯邦政府的行為。根據干涉論，某州可以通過採取行動阻止聯邦政府執行該州認為違憲的法律，從而行使在聯邦政府和該州人民之間“干涉”的權利。然而在1958年的庫伯訴亞倫案中，美國最高法院明確否定了干預權。美國最高法院和聯邦下級法院一直認為，宣布聯邦法律違憲的權力屬於聯邦司法機構，而不屬於各州。法院認為，在干預聯邦法律的執行時，干涉論不是有效的憲法學說。
干涉論與廢止論密切相關，廢止論認為，各州有權廢除被視為違憲的聯邦法律，並有權阻止在其境內執行此類法律。
儘管干涉論與廢止論相似，但還是有一些區別。廢止論是一個州的單獨行為，而干涉論是各州聯合起來採取的行動。廢止論是一個州宣布某條聯邦法律違憲，同時聲明該法律在該州無效，不予執行。干涉論也是一個州宣布某條聯邦法律違憲，但是最初設想的干涉並不導致該州宣布該法律在該州不予執行，而是仍然在該州執行該法律。因此干涉論可被視為比廢止論更溫和。
一旦確定聯邦法律違憲，一個州可以採取多種行動進行“干預”。這些行動包括與其他州就違憲法律進行溝通，試圖爭取其他州的支持，向國會請願以廢除該法律，在國會中引入憲法修正案或召開修憲會議。
干涉論與廢止論經常相提並論，許多同樣的原理適用於這兩種理論。實務上，干涉論與廢止論常常混用。約翰·卡爾霍恩指出這兩個詞是可以互換的，並指出：“弗吉尼亞州莊嚴地宣稱的干預權，不管是稱之為州權，否決權，廢止權或其他任何名稱，我認為這是我們（美國）系統的基本原則。“在1950年代對美國南部學校的種族隔離進行的鬥爭中，許多南部州試圖通過所謂的“干涉法案”來保護其種族隔離的學校。這些法案實際上將具有廢止論的效果。不論這些法案是稱為干涉論還是廢止論，這些法案都被聯邦法院的打擊。